# 大台南公車橘14線
大台南公車橘14線為大台南公車第132條路線，亦為全市第16條橘支線，由漢程客運營運。本路線以麻豆轉運站為起點，陽光大道為訖點。

## 歷史
- 2022年4月20日：橘14線（麻豆轉運站－南科實中）於麻豆轉運站舉行啟航典禮，並正式上路營運。[4][5]
- 2023年2月13日：新增「蓮潭里」、「陽光大道」招呼站。
- 2023年4月14日：調整為平常日及寒暑期輔導課行駛，例假日及寒暑假學生停課停駛。
- 2024年8月30日：投入2輛電動低地板公車（GOLDEN DRAGON XML6125JEV）與其他路線混合調度行駛。

## 路線基本資料
- 全程行車里程數：22.3公里。
- 全程行車時間：約55~65分。
- 行經行政區域：臺南市麻豆區、安定區、新市區、善化區。
- 主要行駛道路：國道一號、市道178號、南133線、南科七路、西拉雅大道。

### 收費
里程計費，刷卡前8公里免費，轉乘再優惠9元

### 路線
- 參見右側路線圖。

## 外部連結
- 漢程客運橘14路[] （繁體中文）
- 大台南公車橘14線資訊 （繁體中文）
- 大台南公車 （页面存档备份，存于） （繁體中文）